# FA Cup 1928/29

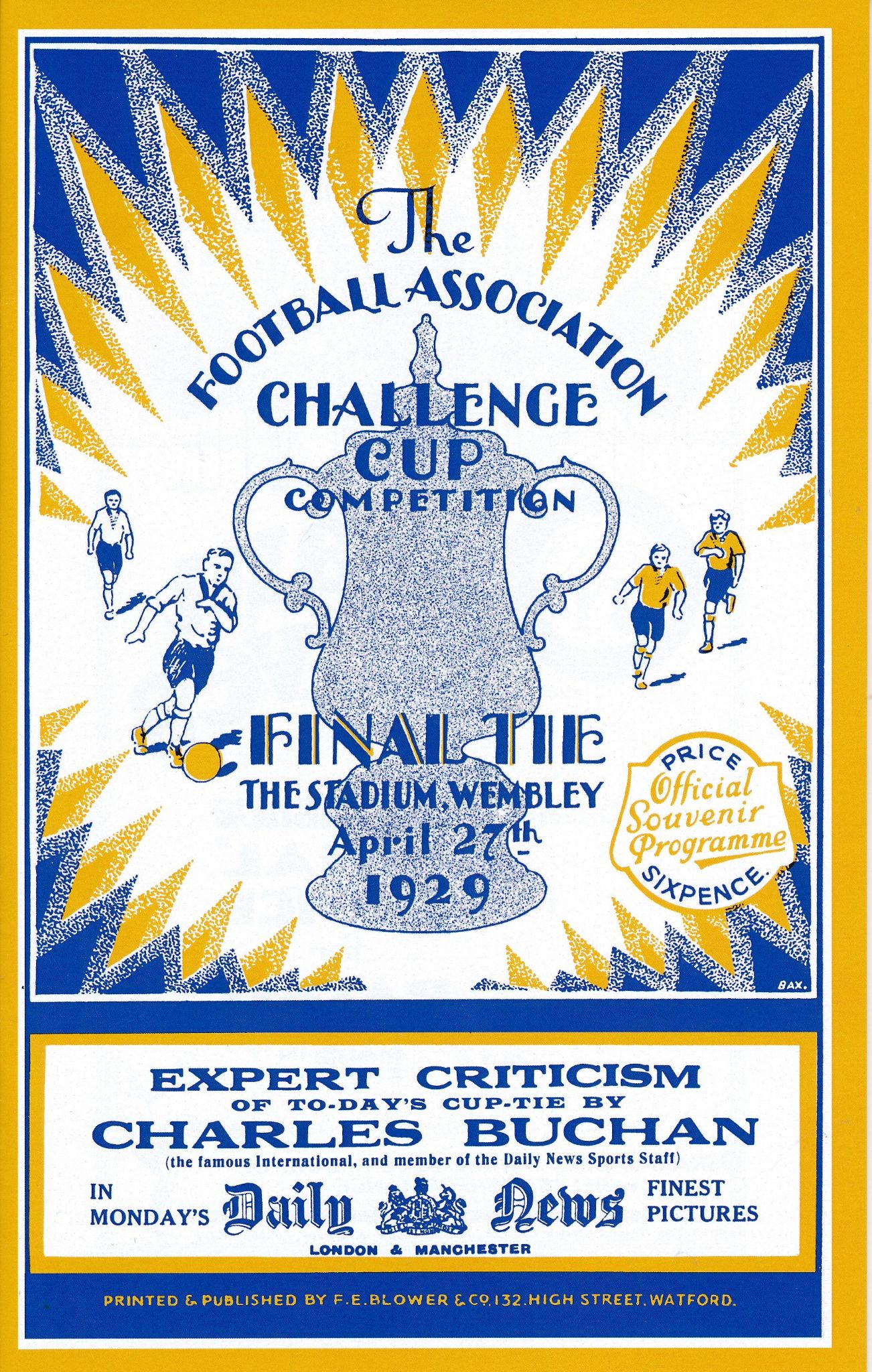
Das Spielprogramm des FA-Cup-Finals von 1929.

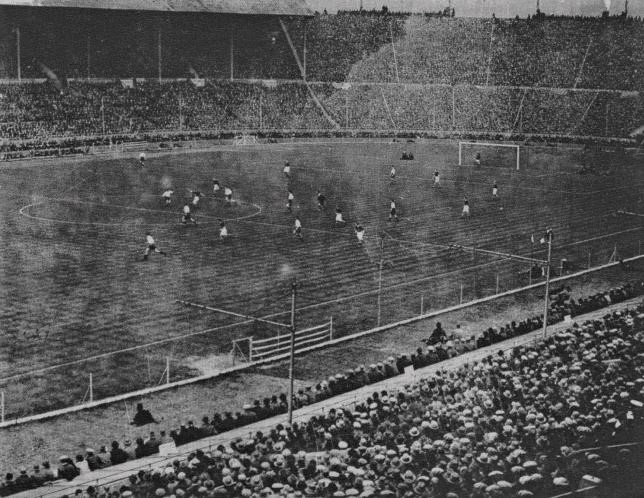
Spielszene auf dem 1929er FA-Cup-Finale.

Der FA Cup 1928/29 war die 54. Austragung des The Football Association Challenge Cup (meist als FA Cup bekannt).
Der Pokalwettbewerb startete mit der Qualifikation zwischen dem 1. September 1928 und dem 19. November 1928. Die Hauptrunde begann anschließend ab dem 24. November 1928 und endete mit dem Finale in Wembley in London am 27. April 1929 vor einer Kulisse von offiziell 92.576 Zuschauern. Sieger des Wettbewerbs wurden zum dritten Mal die Bolton Wanderers. Unterlegener Finalist war der FC Portsmouth.

## Wettbewerb

### Erste Hauptrunde
| Datum             |                               | Ergebnis |                        |
| ----------------- | ----------------------------- | -------- | ---------------------- |
| 24. November 1928 | Accrington Stanley            | 2:1      | FC South Shields       |
| 24. November 1928 | Annfield Plain                | 1:4      | FC Southport           |
| 24. November 1928 | Bradford City                 | 4:1      | Doncaster Rovers       |
| 24. November 1928 | FC Brentford                  | 4:1      | Brighton & Hove Albion |
| 24. November 1928 | Bristol Rovers                | 2:1      | Wellingborough Town    |
| 24. November 1928 | FC Chesterfield               | 3:2      | AFC Rochdale           |
| 24. November 1928 | Coventry City                 | 1:4      | FC Fulham              |
| 24. November 1928 | Crystal Palace                | 2:0      | Kettering Town         |
| 24. November 1928 | FC Darlington                 | 3:0      | AFC New Brighton       |
| 24. November 1928 | Exeter City                   | 6:0      | FC Barking             |
| 24. November 1928 | Gainsborough Trinity          | 3:1      | Crewe Alexandra        |
| 24. November 1928 | FC Gillingham                 | 0:0      | Torquay United         |
| 24. November 1928 | Grantham Town                 | 1:0      | Rhyl Athletic          |
| 24. November 1928 | Guildford City                | 4:2      | Queens Park Rangers    |
| 24. November 1928 | Horwich RMI                   | 1:2      | FC Scarborough         |
| 24. November 1928 | Lancaster Town                | 1:3      | Lincoln City           |
| 24. November 1928 | FC Leyton                     | 0:2      | FC Watford             |
| 24. November 1928 | Luton Town                    | 5:1      | Southend United        |
| 24. November 1928 | Merthyr Town                  | 4:2      | Dulwich Hamlet         |
| 24. November 1928 | AFC Newport County            | 7:0      | FC Woking              |
| 24. November 1928 | Northfleet United             | 5:2      | FC Ilford              |
| 24. November 1928 | Norwich City                  | 6:1      | FC Chatham             |
| 24. November 1928 | Peterborough & Fletton United | 0:2      | Charlton Athletic      |
| 24. November 1928 | FC Poole                      | 1:4      | AFC Bournemouth        |
| 24. November 1928 | FC Shirebrook                 | 2:4      | Mansfield Town         |
| 24. November 1928 | FC Sittingbourne              | 2:1      | FC Southall            |
| 24. November 1928 | Spennymoor United             | 5:2      | Hartlepools United     |
| 24. November 1928 | Stockport County              | 1:0      | Halifax Town           |
| 24. November 1928 | Tranmere Rovers               | 2:1      | Rotherham United       |
| 24. November 1928 | FC Walsall                    | 3:1      | Worcester City         |
| 24. November 1928 | Wigan Borough                 | 2:0      | AFC Ashington          |
| 24. November 1928 | AFC Wrexham                   | 0:1      | Carlisle United        |
| 24. November 1928 | Yeovil & Petter’s United      | 1:4      | Plymouth Argyle        |
| 24. November 1928 | York City                     | 0:1      | AFC Barrow             |

#### Wiederholungsspiel
| Datum             |                | Ergebnis |               |
| ----------------- | -------------- | -------- | ------------- |
| 28. November 1928 | Torquay United | 5:1      | FC Gillingham |

### Zweite Hauptrunde
| Datum            |                      | Ergebnis |                    |
| ---------------- | -------------------- | -------- | ------------------ |
| 8. Dezember 1928 | Accrington Stanley   | 7:0      | Spennymoor United  |
| 8. Dezember 1928 | AFC Barrow           | 1:2      | Mansfield Town     |
| 8. Dezember 1928 | FC Brentford         | 0:1      | Plymouth Argyle    |
| 8. Dezember 1928 | Carlisle United      | 0:1      | Lincoln City       |
| 8. Dezember 1928 | Crystal Palace       | 3:1      | Bristol Rovers     |
| 8. Dezember 1928 | FC Fulham            | 0:0      | Luton Town         |
| 8. Dezember 1928 | Gainsborough Trinity | 2:3      | FC Chesterfield    |
| 8. Dezember 1928 | Guildford City       | 1:5      | AFC Bournemouth    |
| 8. Dezember 1928 | Northfleet United    | 1:5      | Charlton Athletic  |
| 8. Dezember 1928 | Norwich City         | 6:0      | AFC Newport County |
| 8. Dezember 1928 | FC Scarborough       | 2:2      | FC Darlington      |
| 8. Dezember 1928 | Stockport County     | 3:0      | FC Southport       |
| 8. Dezember 1928 | Torquay United       | 0:1      | Exeter City        |
| 8. Dezember 1928 | Tranmere Rovers      | 0:1      | Bradford City      |
| 8. Dezember 1928 | FC Walsall           | 2:1      | FC Sittingbourne   |
| 8. Dezember 1928 | FC Watford           | 2:0      | Merthyr Town       |
| 8. Dezember 1928 | Wigan Borough        | 2:1      | Grantham Town      |

#### Wiederholungsspiele
| Datum             |               | Ergebnis |                |
| ----------------- | ------------- | -------- | -------------- |
| 12. Dezember 1928 | FC Darlington | 2:1      | FC Scarborough |
| 13. Dezember 1928 | Luton Town    | 4:1      | FC Fulham      |

### Dritte Hauptrunde
Folgende Klubs traten erst zur dritten Hauptrunde in den Wettbewerb ein:
- Erstligisten der Football League (22): FC Arsenal, Aston Villa, Birmingham City, Blackburn Rovers, Bolton Wanderers, FC Burnley, FC Bury, Cardiff City, Derby County, FC Everton, Huddersfield Town, Leeds United, Leicester City, FC Liverpool, Manchester City, Manchester United, Newcastle United, FC Portsmouth, Sheffield United, AFC Sunderland, The Wednesday & West Ham United.
- Zweitligisten der Football League (22): FC Barnsley, FC Blackpool, Bradford Park Avenue, Bristol City, FC Chelsea, Clapton Orient, Grimsby Town, Hull City, FC Middlesbrough, FC Millwall, Nottingham Forest, Notts County, Oldham Athletic, Port Vale, Preston North End, FC Reading, FC Southampton, Stoke City, Swansea Town, Tottenham Hotspur, West Bromwich Albion & Wolverhampton Wanderers.
- Drittligisten der Football League (2): Northampton Town & Swindon Town.
- Non-League-Vereine (1): Corinthian FC

| Datum           |                         | Ergebnis |                      |
| --------------- | ----------------------- | -------- | -------------------- |
| 12. Januar 1929 | Accrington Stanley      | 1:1      | AFC Bournemouth      |
| 12. Januar 1929 | FC Arsenal              | 2:1      | Stoke City           |
| 12. Januar 1929 | Aston Villa             | 6:1      | Cardiff City         |
| 12. Januar 1929 | Birmingham City         | 3:1      | Manchester City      |
| 12. Januar 1929 | Blackburn Rovers        | 1:0      | FC Barnsley          |
| 12. Januar 1929 | Bolton Wanderers        | 2:0      | Oldham Athletic      |
| 12. Januar 1929 | Bradford City           | 2:0      | Stockport County     |
| 12. Januar 1929 | Bristol City            | 0:2      | FC Liverpool         |
| 12. Januar 1929 | FC Burnley              | 2:1      | Sheffield United     |
| 12. Januar 1929 | FC Chelsea              | 2:0      | FC Everton           |
| 12. Januar 1929 | FC Chesterfield         | 1:7      | Huddersfield Town    |
| 12. Januar 1929 | FC Darlington           | 2:6      | FC Bury              |
| 12. Januar 1929 | Derby County            | 4:3      | Notts County         |
| 12. Januar 1929 | Exeter City             | 2:2      | Leeds United         |
| 12. Januar 1929 | Grimsby Town            | 1:1      | West Bromwich Albion |
| 12. Januar 1929 | Hull City               | 1:1      | Bradford Park Avenue |
| 12. Januar 1929 | Lincoln City            | 0:1      | Leicester City       |
| 12. Januar 1929 | Luton Town              | 0:0      | Crystal Palace       |
| 12. Januar 1929 | FC Millwall             | 1:1      | Northampton Town     |
| 12. Januar 1929 | Norwich City            | 0:5      | Corinthian FC        |
| 12. Januar 1929 | Nottingham Forest       | 1:2      | Swansea Town         |
| 12. Januar 1929 | Plymouth Argyle         | 3:0      | FC Blackpool         |
| 12. Januar 1929 | Port Vale               | 0:3      | Manchester United    |
| 12. Januar 1929 | FC Portsmouth           | 2:1      | Charlton Athletic    |
| 12. Januar 1929 | FC Reading              | 2:0      | Tottenham Hotspur    |
| 12. Januar 1929 | FC Southampton          | 0:0      | Clapton Orient       |
| 12. Januar 1929 | Swindon Town            | 2:0      | Newcastle United     |
| 12. Januar 1929 | FC Walsall              | 1:1      | FC Middlesbrough     |
| 12. Januar 1929 | FC Watford              | 1:0      | Preston North End    |
| 12. Januar 1929 | West Ham United         | 1:0      | AFC Sunderland       |
| 12. Januar 1929 | Wigan Borough           | 1:3      | The Wednesday        |
| 12. Januar 1929 | Wolverhampton Wanderers | 0:1      | Mansfield Town       |

#### Wiederholungsspiele
| Datum           |                      | Ergebnis |                    |
| --------------- | -------------------- | -------- | ------------------ |
| 16. Januar 1929 | AFC Bournemouth      | 2:0      | Accrington Stanley |
| 16. Januar 1929 | Bradford Park Avenue | 3:1      | Hull City          |
| 16. Januar 1929 | Crystal Palace       | 7:0      | Luton Town         |
| 16. Januar 1929 | Leeds United         | 5:1      | Exeter City        |
| 16. Januar 1929 | West Bromwich Albion | 2:0      | Grimsby Town       |
| 17. Januar 1929 | Clapton Orient       | 2:1      | FC Southampton     |
| 17. Januar 1929 | Northampton Town     | 2:2      | FC Millwall        |
| 21. Januar 1929 | FC Middlesbrough     | 5:1      | FC Walsall         |
| 21. Januar 1929 | FC Millwall          | 2:0      | Northampton Town   |

### Vierte Hauptrunde
| Datum           |                      | Ergebnis |                      |
| --------------- | -------------------- | -------- | -------------------- |
| 26. Januar 1929 | AFC Bournemouth      | 6:4      | FC Watford           |
| 26. Januar 1929 | FC Arsenal           | 2:0      | Mansfield Town       |
| 26. Januar 1929 | Aston Villa          | 0:0      | Clapton Orient       |
| 26. Januar 1929 | Blackburn Rovers     | 1:1      | Derby County         |
| 26. Januar 1929 | FC Burnley           | 3:3      | Swindon Town         |
| 26. Januar 1929 | FC Chelsea           | 1:0      | Birmingham City      |
| 26. Januar 1929 | Huddersfield Town    | 3:0      | Leeds United         |
| 26. Januar 1929 | Leicester City       | 1:0      | Swansea Town         |
| 26. Januar 1929 | FC Liverpool         | 0:0      | Bolton Wanderers     |
| 26. Januar 1929 | Manchester United    | 0:1      | FC Bury              |
| 26. Januar 1929 | FC Millwall          | 0:0      | Crystal Palace       |
| 26. Januar 1929 | Plymouth Argyle      | 0:1      | Bradford Park Avenue |
| 26. Januar 1929 | FC Portsmouth        | 2:0      | Bradford City        |
| 26. Januar 1929 | FC Reading           | 1:0      | The Wednesday        |
| 26. Januar 1929 | West Bromwich Albion | 1:0      | FC Middlesbrough     |
| 26. Januar 1929 | West Ham United      | 3:0      | Corinthian FC        |

#### Wiederholungsspiele
| Datum           |                  | Ergebnis |                  |
| --------------- | ---------------- | -------- | ---------------- |
| 31. Januar 1929 | Bolton Wanderers | 5:2      | FC Liverpool     |
| 31. Januar 1929 | Clapton Orient   | 0:8      | Aston Villa      |
| 31. Januar 1929 | Crystal Palace   | 5:3      | FC Millwall      |
| 31. Januar 1929 | Derby County     | 0:3      | Blackburn Rovers |
| 31. Januar 1929 | Swindon Town     | 3:2      | FC Burnley       |

### Fünfte Hauptrunde
| Datum            |                      | Ergebnis |                      |
| ---------------- | -------------------- | -------- | -------------------- |
| 16. Februar 1929 | AFC Bournemouth      | 1:1      | West Ham United      |
| 16. Februar 1929 | Blackburn Rovers     | 1:0      | FC Bury              |
| 16. Februar 1929 | FC Chelsea           | 1:1      | FC Portsmouth        |
| 16. Februar 1929 | Huddersfield Town    | 5:2      | Crystal Palace       |
| 16. Februar 1929 | Leicester City       | 1:2      | Bolton Wanderers     |
| 16. Februar 1929 | FC Reading           | 1:3      | Aston Villa          |
| 16. Februar 1929 | Swindon Town         | 0:0      | FC Arsenal           |
| 16. Februar 1929 | West Bromwich Albion | 6:0      | Bradford Park Avenue |

#### Wiederholungsspiele
| Datum            |                 | Ergebnis |                 |
| ---------------- | --------------- | -------- | --------------- |
| 20. Februar 1929 | FC Arsenal      | 1:0      | Swindon Town    |
| 20. Februar 1929 | FC Portsmouth   | 1:0      | FC Chelsea      |
| 20. Februar 1929 | West Ham United | 3:1      | AFC Bournemouth |

### Sechste Hauptrunde
| Datum        |                      | Ergebnis |                   |
| ------------ | -------------------- | -------- | ----------------- |
| 2. März 1929 | Aston Villa          | 1:0      | FC Arsenal        |
| 2. März 1929 | Blackburn Rovers     | 1:1      | Bolton Wanderers  |
| 2. März 1929 | FC Portsmouth        | 3:2      | West Ham United   |
| 2. März 1929 | West Bromwich Albion | 1:1      | Huddersfield Town |

#### Wiederholungsspiele
| Datum        |                   | Ergebnis |                      |
| ------------ | ----------------- | -------- | -------------------- |
| 6. März 1929 | Bolton Wanderers  | 2:1      | Blackburn Rovers     |
| 6. März 1929 | Huddersfield Town | 2:1      | West Bromwich Albion |

### Halbfinale
Die beiden Spiele wurden am 23. März 1929 ausgetragen.
|                  | Ergebnis |                   | Ort       |
| ---------------- | -------- | ----------------- | --------- |
| FC Portsmouth    | 1:0      | Aston Villa       | London    |
| Bolton Wanderers | 3:1      | Huddersfield Town | Liverpool |

### Finale
| Bolton Wanderers                            | Bolton Wanderers | FC Portsmouth | FC Portsmouth |
| ------------------------------------------- | --- | --- | ------------- |
| Bolton Wanderers                            | \| Finale \| \| Samstag, 27. April 1929 in London (Wembley) \| \| Ergebnis: 2:0 (0:0) \| \| Zuschauer: 92.576 \| \| Schiedsrichter: Arnold Josephs \| \| Spielbericht \|                 | \| Finale \| \| Samstag, 27. April 1929 in London (Wembley) \| \| Ergebnis: 2:0 (0:0) \| \| Zuschauer: 92.576 \| \| Schiedsrichter: Arnold Josephs \| \| Spielbericht \|            | FC Portsmouth |
| Bolton Wanderers                            | Dick Pym – Bob Haworth, Alex Finney – Fred Kean, Jimmy Seddon, Harry Nuttall – Billy Butler, Jim McClelland, Harold Blackmore, George Gibson, Willie Cook Cheftrainer: Charles Foweraker | Jock Gilfillan – Alec Mackie, Thomas Bell – Jimmy Nichol, Johnny McIlwaine, David Thackeray – Fred Forward, Jack Smith, Jack Weddle, David Watson, Fred Cook Cheftrainer: Jack Tinn | FC Portsmouth |
| Bolton Wanderers                            | 1:0 Billy Butler (79.) 2:0 Harold Blackmore (87.) | | FC Portsmouth |
| Finale                                      | | |               |
| Samstag, 27. April 1929 in London (Wembley) | | |               |
| Ergebnis: 2:0 (0:0)                         | | |               |
| Zuschauer: 92.576                           | | |               |
| Schiedsrichter: Arnold Josephs              | | |               |
| Spielbericht                                | | |               |